# Castelnovo Bariano
Castelnovo Bariano là một đô thị ở tỉnh Rovigo ở vùng Veneto của Ý, có khoảng cách khoảng 90 km về phía tây nam của Venezia và khoảng 40 km về phía tây của Rovigo. Tại thời điểm ngày 31 tháng 12 năm 2004, đô thị này có dân số 3.082 người và diện tích là 37,5 km².
Đô thị Castelnovo Bariano có các frazioni (các đơn vị cấp dưới, chủ yếu là các làng) Bariano, Bosco, Ca'Rossa, Canaletta, Case Arella, Case Baldelli, Case Chiavichino, Case Gobbi, Osteria, Palazzi Vallicelli, San Pietro Polesine, Sardagnola, và Torricella.
Castelnovo Bariano giáp các đô thị: Bergantino, Carbonara di Po, Castelmassa, Ceneselli, Giacciano con Baruchella, Legnago, Sermide, Villa Bartolomea.